# Fileasz
Fileasz – imię męskie pochodzenia greckiego. Wywodzi się od słowa oznaczającego „miłujący lub żyjący w przyjaźni”. 
Imię nosił egipski męczennik z IV wieku, ścięty za panowania cesarza Dioklecjana. Fileasz, biskup z Thmuis, i Filoromus wymienieni są w Martyrologium Rzymskim.
Imię znane z powieści Juliusza Verne'a, w której Phileas Fogg, angielski dżentelmen, podejmuje się okrążyć świat w 80 dni.